# Радкевич, Евгений Григорьевич
Евге́ний Григо́рьевич Радке́вич (бел. Яўген Радкевіч, 3 октября 1937 года в городе Сенно Витебской области — 3 декабря 1999) — советский белорусский писатель, педагог, журналист, член Союза писателей СССР.

## Биография
Окончив среднюю общеобразовательную школу, Радкевич в 1955 году поехал на целину в Казахстан и там, окончив училище механизации, работал в Павлодарской области трактористом, шофёром и комбайнёром. Приходилось ему также сплавлять плоты по Иртышу. Был пионервожатым в детском доме. 
Окончил факультет журналистики Белорусского государственного университета имени В. И. Ленина и стал работать в молодёжной редакции Белорусского радио. Впоследствии преподавал на кафедре радиовещания и телевидения в этом университете.

## Литературная деятельность
Свой первый рассказ Радкевич опубликовал в журнале Маладосць в 1961 году. 

Белорусский прозаик Явген Радкевич принадлежит к числу тех молодых писателей, которые не дожидаются, пока события отойдут на определённое расстояние, остынут, отстоятся. Такие писатели не только пристально изучают повседневную жизнь, но и пытаются воздействовать на неё…Следует отметить и ещё одну особенность прозы Явгена Радкевича… — это стремление показывать события в столкновении глубинного и внешнего.

## Фильмография
- 1987 — Как я был самостоятельным